# Integrală Riemann

Interpretarea geometrică a integralei Riemann

În analiza matematică, integrala Riemann constituie prima definiție riguroasă a integralei unei funcții pe un interval.
A fost formulată de Bernhard Riemann și se poate aplica pentru funcții continue sau funcții regulate.

## Preliminarii
Fie {\displaystyle [a,b]} un interval (închis și mărginit), {\displaystyle a\leq b.}
O familie finită de puncte {\displaystyle d:(x_{0},x_{1},x_{2},\cdots ,x_{n}),} astfel că:
{\displaystyle a=x_{0}\leq x_{1}\leq x_{2}\leq \cdots \leq x_{i}\leq x_{i+1}\leq \cdots \leq x_{n-1}\leq x_{n}=b}
se numește diviziune a intervalului {\displaystyle [a,b].} 
Fiecare din intervalele {\displaystyle [x_{i},x_{i+1}]} se numește interval parțial al diviziunii d.
Lungimea celui mai mare interval parțial al unei diviziuni {\displaystyle d:\;(x_{0},x_{1},\cdots ,x_{i},x_{i+1},\cdots ,x_{n})} se numește norma diviziunii d și se notează:
{\displaystyle \nu (d)=\max _{0\leq i\leq n-1}(x_{i+1}-x_{i}).}

## Definiție
Se spune că funcția f este integrabilă (în sensul lui Riemann) pe intervalul {\displaystyle [a,b]}, dacă pentru orice șir de diviziuni {\displaystyle (d_{n})} cu norma tinzând către zero și pentru orice alegere a punctelor intermediare {\displaystyle \xi _{i},} șirurile corespunzătoare {\displaystyle (\sigma _{d_{n}})} de sume integrale au o limită comună I.
Numărul I se numește integrala funcției f pe intervalul {\displaystyle [a,b]} (în sensul lui Riemann) și se notează:
{\displaystyle I=\int _{a}^{b}f(x)dx.}
Notația {\displaystyle \int _{a}^{b}f(x)dx} se citește "integrală de la a la b din f(x)dx".

## Proprietăți
{\displaystyle 1^{\circ }.\quad \int _{a}^{b}f(x)dx=-\int _{b}^{a}f(x)dx.}
{\displaystyle 2^{\circ }.\quad \int _{a}^{a}f(x)dx=0.}
{\displaystyle 3^{\circ }.\quad \int _{a}^{b}mdx=m(b-a).}
{\displaystyle 4^{\circ }.\quad \int _{a}^{b}[mf(x)+ng(x)]dx=m\int _{a}^{b}f(x)dx+n\int _{a}^{b}g(x)dx}   oricare ar fi {\displaystyle m,n\in \mathbb {R} .}
{\displaystyle 5^{\circ }.}   Dacă f și g sunt integrabile pe [a, b] și dacă {\displaystyle f(x)\leq g(x),\;\forall x\in [a,b]}   atunci {\displaystyle \int _{a}^{b}f(x)dx\leq \int _{a}^{b}g(x)dx.}